# ایگور کوستیوکوف
ایگور کوستیوکوف (روسی: И́горь Оле́гович Костюко́в؛ زادهٔ ۲۱ february ۱۹۶۱ (۶۴ سال)) فرمانده نظامی و سیاست‌مدار اهل روسیه است، که هم‌اکنون به‌عنوان رئیس اداره اصلی اطلاعات فعالیت می‌کند.
وی برندهٔ جوایزی همچون نشان الکساندر نوسکی و قهرمان فدراسیون روسیه شده‌است.